# مبالغه
مبالغه یا اغراق از آرایه‌های ادبی است، ادعای وجود ویژگی را در کسی یا در چیزی می‌گویند؛ به اندازه‌ای که به دست آوردن آن ویژگی برای آن کس یا چیز به آن اندازه، ناممکن باشد. اغراق عموماً باعث خیال‌انگیز شدن شعر و نثر می‌شود. شاعر به یاری اغراق، معانی بزرگ را خرد و معانی خرد را بزرگ می‌نمایاند. زیبایی اغراق در این است که غیرممکن را به گونه‌ای ادا کند که ممکن به نظر رسد. اغراق، مناسب‌ترین آرایهٔ ادبی برای حماسه است. بیشترین اغراق در شاهنامهٔ سرودهٔ فردوسی و نیز آثار هومر و ویرژیل دیده می‌شود.
در اصطلاح بدیع، اغراق یا مبالغه، بزرگنمایی یا خُردنمایی اشیا و معانی در نوشته و شعرست یعنی بازنمود دگرگونهٔ مفاهیم و موضوعات سخن، به صورتی که معانی خرد را بزرگ گرداند و معانی بزرگ را خرد بنماید تا تأثیر سخن را قویتر کند.
شاید مهم‌ترین عاملی که تأثیر جادویی به سخن می‌بخشد، بزرگنمایی است؛ یعنی چیزی را بزرگتر از آنچه هست نشان دادن برای قدرت تأثیر بخشیدن به کلام.
آرایهٔ مبالغه در ادب فارسی اولین بار در کتاب ترجمان البلاغه بیان شده است. مااز کوه کاه ساختن از بر سرش فرو ریخت چون رود خون از برش)) =
'در این بیت شاعر در فرو ریختن خون مبالغه کرده است.

## مبالغه در لغت
مبالغه در لغت به معنای به نهایت رساندن، فراگرفتن و غلو کردن است در چیزی؛ و در اصطلاح آن است که سخندان بنابر تزیین کلام، در وصف چیزی غلو نماید؛ و آن را به مرتبهٔ اعلی و درجهٔ قصوی برساند. همچنین گفته شده مبالغه آن است که کسی جهت وصفی ادعای مرتبه‌ای از شدت یا ضعف نماید که آن مرتبه یا غریب و بعید باشد یا محال و ممتنع تا گمان شود که آن وصف به نهایت رسیده است.

## مفهوم هنری اغراق و مبالغه
لاف و گزاف هنری، با خیال و پندار شاعرانه سر و کار دارد. در گزافه‌گویی و بزرگنمایی، گاه گوینده چیزی را ادعا می‌کند که هم از دیدگاه خرد رویدادنی و شدنی است و هم در آزمون‌های زندگی، نمونه‌هایی دارد؛ مثلاً در این بیت سعدی:
اندرون با تو چنان انس گرفته است مرا / که ملالم ز همه خلق جهان می‌آید
گوینده انس خودش با یار را تا مرز ملالی از همهٔ جهانیان پیش برده است. این‌گونه گزافه‌آرایی همان است که «مبالغه» نام گرفته است.
بنابراین اگر در ستایش یا نکوهش کسی یا چیزی زیاده‌روی و افراط شود و موجب حیرت‌انگیزی و شورآفرینی و اعجاب گردد، مبالغه شده است؛ مانند این بیت از حافظ:
زمانه از ورق گل مثال روی تو بست / ولی ز شرم تو در غنچه کرد پنهانش

## ریشه و خاستگاه مبالغه
مبالغه توصیفی است که در آن افراط و تأکید باشد و سه خاستگاه برای آن متصور است:
1. - خاستگاه بیانی: یعنی افراط و تأکید در توصیفی که حاصل تشبیه و استعاره باشد. همین که می‌گوییم قد او سرو است، که در بیان بررسی می‌شود. مبالغه از دیدگاه دیگری هم می‌تواند از مباحث علم بیان محسوب شود. بیان علمی است که از ادای معنای واحد به طرق مختلف بحث می‌کند و مبالغه هم یکی از انحای ادای معنی است. به جای اینکه بگوییم: خسته شدم، می‌توانیم بگوییم: کوه کندم.
2. - خاستگاه حماسی: مبالغه جزوی از آثار حماسی است و به عبارت دیگر از مختصات آثار حماسی محسوب می‌شود. در حماسه، قهرمان، فردی مافوق بشری است و از اینرو رفتار و کردار او غیرطبیعی است. این نوع مبالغه علاوه بر داستان‌های حماسی، در قصیده که قالبی حماسی است فراوان دیده می‌شود. در شعر غنایی و عرفانی نیز، آنجا که سخن از قهرمانان اساطیری است با همین نوع مبالغه مواجهیم.[۷] همی بکشتی تا در عدو نماند شجاع / همی بدادی تا در ولی نماند فقیر (رودکی) در این بیت، نماندن مرد شجاع در سپاه دشمن و نماندن فقیر در ولایت، دارای بزرگنمایی است که عقلا و عادتاً ممکن است.[۸] ز سم ستوران در آن پهن دشت / زمین شد شش و آسمان گشت هشت (فردوسی) مقصود شاعر این است که از شدت سم‌کوفتن اسبان و کثرت سواران، یک طبقه از هفت طبقهٔ زمین به صورت گرد به آسمان رفت و در نتیجه زمین شش طبقه شد و آسمان هشت طبقه.[۹]
3. - خاستگاه بدیعی: مبالغه در موارد عادی و به صورت معمولی پسندیده نیست؛ و وقتی جنبهٔ بدیعی دارد که با صنعتی همراه باشد یا در آن نکته و دقیقه و لطیفه‌ای باشد:

نه آنچنان به تو مشغولم ای بهشتی روی / که یاد خویشتنم در ضمیر می‌آید
ز دیدنت نتوانم که دیده بردوزم / و گر معاینه بینم که تیر می‌آید (سعدی)
لطف سخن در این است که تیر، تیر نگاه هم هست و از اینرو غلو تبدیل به حقیقت می‌شود. سعدی گاهی در مقامی که انتظار استماع غلو شدیدی است مبالغهٔ ضعیفی در حد معمول می‌آورد:
چنانت دوست می‌دارم که گر روزی فراق افتد (در اینجا منتظر شنیدن خبر بزرگی هستیم اما می‌گوید:) / تو صبر از من توانی کرد (که کاملاً عادی است) و من صبر از تو نتوانم (که اغراق در این قسمت است: من طاقت صبر نخواهم داشت).

## انواع مبالغه
عموماً مبالغه و دگرنمایی در سخن را منحصر در سه گونه دانسته‌اند:
۱. تبلیغ (به انگلیسی: Bombast): در لغت، تبلیغ، رسانیدن است؛ و در اصطلاح رسانیدن سخن است به حدّ کمال و به وجهی ادا کردن که عقلا و عادتاً ممکن باشد؛ مثال:
| چنان ضمیر تو روشن شد از تجلی غیب |  | که نقش‌های ضمایر در او پدیدار است |

مبالغه یا تبلیغ، افراط در وصف است چنان‌که از امکان عقلی و عادی خارج نباشد و قریب‌الوقوع باشد. مانند بیت زیر از فرخی که چون تعلیق به شرط کرده از اینگونه است:
| هرچه ماهی باشد اندر قعر دریا خون شود |  | گر سموم هیبتش بر قعر دریا بگذرد |

۲. اغراق الصفه:(به انگلیسی: Hyperbole; Understatement) اغراق در لغت، بسیار سخت کشیدن کمان است؛ و در اصطلاح آن است که شاعر به جهت حسن اهتمام در صفت چیزی، مبالغه‌ای تمام نماید؛ و سخن را به طریقی ادا کند که امکان عقلی داشته باشد نه عادی؛ مثال از سعدی:
| به زیورها بیارایند وقتی خوبرویان را |  | تو سیمین تن چنان خوبی که زیورها بیارایی |

اغراق در اصطلاح وصف و مدح یا ذم چیزی بیشتر از حد معمول است. مانند این بیت:
| آه سعدی اثر کند در سنگ |  | نکند در تو سنگدل تأثیر |

در تعریف آن گفته‌اند اسناد مجازی‌ست که به موجب آن شاعر معانی بزرگ را خرد و معانی خرد را بزرگ جلوه می‌دهد.
اغراق در نثر هم به کار می‌رود. همانند جملات زیر در وصف دشت از کلیله و دمنه:
از رشک او رضوان انگشت غیرت گزیده و در نظارهٔ او آسمان چشم حیرت گشاده
اگر اغراق نابجا و به دور از تخیل شاعرانه باشد، موجب انحطاط شعر خواهد شد. در این مورد اشعار مدیحه‌سرایان و شعرای متوسط سبک هندی نمونه‌های بارزی هستند.
اغراق، افراط در وصف است به قسمی که عقلا ممکن ولی عادتاً ممتنع باشد. مانند این بیت از فردوسی
| چو بوسید پیکان سرانگشت او |  | گذر کرد از مهرهٔ پشت او |

۳. غلو: غلو در لغت از حد درگذشتن است و در اصطلاح درگذرانیدن کلام باشد از سرحد عقل و عادت؛ مثال از عنصری:
| گر حلقه ربایند به نیزه، تو به نیزه |  | خال از رخ زنگی بربایی، شب یلدا |

باید گفت همان‌طور که کاشفی می‌گوید این شیوهٔ کار انوری است و بهتر از آن نتوان گفت که او گفته است:
| عرض ثنا و شوق و جمال مبارکت   |  | چون در مزاج نامیه پیدا کند اثر |
| آن در زبان سوسن خامش نهد کلام |  | وین در طباق دیدهٔ نرگس نهد بصر  |

غلو، افراط در وصف است به حدی که هم عقلا و هم عادتاً محال باشد.
| دلاور ز گفت پدر چون هژبر |  | یکی نعره زد کآب خون شد در ابر (فردوسی) |

در زبان انگلیسی اصطلاح bombast در اصل به معنی پنبه‌ای است که در دوخت لباس به کار می‌برند. اما در نمایشنامهٔ دوران الیزابت این واژه به معنی سخنان گزافه، مبالغه و غلوگویی به کار رفته است.
| زند بانگ اگر هیبتش بر سحاب |  | گهرها شود در صدف‌ها حباب |

که بر حسب عقل و عادت هر دو ممتنع و محال است.
نوعی دیگر از مبالغه با نام تصلف در بعضی کتب بدیعی ذکر شده است.
تصلف: تصلف در لغت لاف‌زدن و تملق کردن باشد و در اصطلاح چنان بود که شاعر در مدح خویش مبالغه کند.
| سخن گفتن به که ختم است میدانی و می‌پرسی |  | فلک را بین که می‌گوید به خاقانی به خاقانی |
| اگر بر احمد مختار خوانند این چنین شعری |  | ز صدر او ندا آید که قد احسنت حسانی       |

مبالغه‌ای این چنین هر چند اسلوبی محمود نیست، اما شاعر را در آن رخصتی هست.

## مبالغهٔ مقبوله و غیرمقبوله
در بعضی کتب بدیعی به مبالغهٔ مقبوله و غیرمقبوله اشاره شده است؛ مبالغهٔ مقبوله همان است که بیان شد. مثال:
بیم است چو شرح غم هجر تو نویسم/کآتش به قلم درفتد از سوز درونم سعدی
ولی مبالغهٔ غیرمقبول آن است که در بعضی اوصاف مدح و هجا چندان مبالغه کنند که به حد استحالهٔ عقلی رسد یا ترک اولی شرعی را مستلزم آید. مانند این بیت انوری:
زهی به تقویت دین نهاده صد انگشت / مآثر ید بیضات دست موسی را (انوری)

## تفاوت مبالغه و کذب
در کذب سعی بر این است که قرینه‌ای در میان نباشد اما در مبالغه و اغراق و غلو (که حاصل تشبیه و استعاره است) به قراین عقلی متوجه می‌شویم که مطلب، حقیقت ندارد.
این بزرگنمایی به هر میزان که باشد دروغ نیست، بلکه شگردی است برای تأثیر بخشیدن زبان خبر برخلاف زبان بلاغی که فقط جنبهٔ اطلاع دهندگی دارد و فاقد قدرت تأثیر است.
عده‌ای از علمای بلاغت انواع مبالغه را به جهت ناممکن بودن آن، دروغ می‌دانستند و ناپسند ولی اکثرشان دروغ می‌دانستند و زیبا. علمای بلاغت در این مورد به تفاوت کلام عاطفی و خبر پی نبرده بودند؛ بنابراین به مبالغه در شعر، که کلام انشایی و عاطفی است از دید خبری نگریسته و به همین دلیل آن را کذب می‌پنداشتند.

## تفاوت مبالغه با اغراق و غلو
برای دریافتن تفاوت مبالغه (تبلیغ) با اغراق و غلو باید گفت در علم بدیع، زیاده روی در وصف، مراتب سه‌گانه دارد؛ مرتبهٔ اول مبالغه است، مرتبهٔ دوم اغراق و مرتبهٔ سوم غلو است. تفکیک این سه از هم امری دشوار است.
در کتب سنتی، مبالغه آن است که عقلا و عادتاً ممکن باشد و به آن مبالغه یا تبلیغ می‌گویند؛ و اگر عقلا ممکن اما عادتاً محال باشد به آن اغراق گویند؛ اما اگر عقلا و عادتاً ممتنع باشد غلو نام دارد. پس غلو از اغراق و اغراق از مبالغه قویتر است. البته امروزه در بیشتر کتب بدیعی آن‌ها را به جای هم به کار می‌برند و مانند گذشته تأکید زیادی بر تفاوتشان نیست.

## مبالغه در حماسه و مدح
انواع مبالغه همچون اغراق و غلو یکی از مشخصات سبک حماسی است.
بشد تیز رهام با خود و گبر / همی گرد رزم اندر آمد به ابر (فردوسی) اغراق در حماسه جزو ذات شعرست و تنها یک صنعت بدیعی نیست. اغراق آثار حماسی را شورانگیز و مؤثر کرده است. اما در مدح باعث انحطاط کلام می‌شود و از لطف و زیبایی آن می‌کاهد.
گرچه شاعران مداح مثل عنصری، فرخی، و دیگران از این صنعت بسیار سود برده‌اند و بیش‌ترین استفاده را از این صنعت به ویژه نوع دوم و سوم کرده‌اند، اما چون سخنان شان بیشتر در باب موضوع غیرهنری و برای پاداش بوده چندان دل را نمی‌رباید؛ اما بزرگانی چون فردوسی، نظامی، سعدی، حافظ و دیگران اگرچه این سه قسم را به کار گرفته‌اند، چون موضوع اثرشان بزرگ و انسانی است تأثیر سخنانشان را هزاران برابر می‌سازد.
از بزرگنمایی در هنرهای دیگری نیز استفاده می‌شود؛ برای مثال در داستانسرایی پهلوان پهلوان تر و جوانمرد جوانمردتر از حد متعارف نشان داده می‌شود تا داستان جاذبه پیدا کند و در خواننده مؤثر افتد. بزرگ نمایی در صور خیال نیز سبب برجستگی و قدرت تأثیر کلام می‌شود؛ برای مثال خیام اگر از زبان خبر استفاده می‌کرد و می‌گفت عمر کوتاه است، کلامش عادی بود و بی تأثیر، اما با بهره‌گیری از اکسیر بزرگنمایی کوتاهی عمر را به زیبایی نشان می‌دهد.
ای دل همه اسباب جهان خواسته گیر/ باغ طربت ز سبزه آراسته گیر
وانگاه بر آن سبزه شبی چون شبنم / بنشسته و بامداد برخاسته گیر
و با این تشبیه کوتاهی عمر را در ذهن خواننده به خوبی القا می‌کند.

## نمونه‌ها
| که گفتت برو دست رستم ببند |  | نبندد مرا دست چرخ بلند |

در این بیت رستم ادعا می‌کند که حتی فلک هم نمی‌تواند او را اسیر کند و خود را بیش از حد معمول جلوه می‌دهد که چنین ادعایی عقلا ممکن نیست.
| بیابانی آمدش ناگاه پیش |  | ز تابیدن مهر پهناش بیش |

در این بیت شاعر بیابانی را شرح می‌دهد که از حیطهٔ تابیدن خورشید نیز بزرگتر است این در حالی است که چنین حالتی محال است و هر بیابانی هر چقدر هم که بزرگ باشد بازهم در روی زمین است و خورشید به آن می‌تابد.
| مشنو ای دوست که غیر از تو مرا یاری هست |  | یا شب و روز به جز فکر توأم کاری هست |

در این بیت شاعر می‌گوید که شب و روز به جز اندیشهٔ تو چیز دیگری در ذهن ندارم که چنین امری محال است و از لحاظ عقلی مورد پذیرش نیست.